# Limicola
Limicola is een geslacht van vogels uit de familie strandlopers en snippen (Scolopacidae). Het geslacht telt één soort:
- Limicola falcinellus (breedbekstrandloper)